# Pinocchio (film 2019)
Pinocchio è un film del 2019 co-scritto, diretto e co-prodotto da Matteo Garrone.
La pellicola è l'adattamento cinematografico del romanzo Le avventure di Pinocchio. Storia di un burattino di Carlo Collodi.
Il film ha ricevuto 15 candidature all'edizione 2020 dei David di Donatello, vincendo in cinque categorie: Miglior scenografo, Miglior truccatore, Miglior costumista, Miglior acconciatore e Migliori effetti speciali visivi. Ha inoltre ricevuto 2 candidature agli Oscar dell'anno seguente nelle categorie Migliori costumi e Miglior trucco.

## Trama
Firenze, 1881. Mastro Geppetto, un povero falegname, vedendo che nella sua città è arrivato il teatro delle marionette di Mangiafuoco, decide di costruirsi un burattino di legno per guadagnarsi da vivere tenendo spettacoli. Si dirige quindi dall'amico Mastro Ciliegia per chiedergli un pezzo di legno da lavorare. Quest'ultimo, spaventato da un tronco dotato di vita propria, lo dona a Geppetto, che inizia a costruirsi la marionetta e la chiama Pinocchio. Durante la lavorazione, Geppetto si accorge che Pinocchio è vivo e senziente e decide di tenerlo come un figlio, ma il burattino inizia a correre fuori e torna a casa mentre Geppetto lo sta ancora cercando. Il Grillo Parlante coinquilino di Geppetto tenta di aiutare Pinocchio dandogli dei consigli, ma il burattino gli lancia contro un martello per zittirlo.
Quando Geppetto torna a casa, trova Pinocchio con i piedi bruciati dal fuoco del camino. Dopo averglieli ricostruiti, il babbo vende la sua giacca per poter comprare a Pinocchio un libro di scuola. Il burattino, colpito da tale sacrificio, si avvia verso la scuola, ma le sue buone intenzioni vengono sbarrate dal teatro dei burattini, per cui vende il libro per comprarsi il biglietto. Mentre sta guardando lo spettacolo, Pinocchio viene notato dalle marionette, anche loro vive e senzienti, che lo invitano sul palco per divertirsi con loro. Attirato dal trambusto, il burattinaio Mangiafuoco si arrabbia poiché il suo spettacolo è andato a monte, e rinchiude Pinocchio nel suo carrozzone con l'intenzione di usarlo come legna da ardere, ma Pinocchio lo supplica di lasciarlo libero. Mangiafuoco, triste per il destino del burattino, si commuove starnutendo e decide di lasciar andare Pinocchio e gli dona cinque monete d'oro da dare a Geppetto.
Mentre percorre la strada per tornare a casa, Pinocchio viene fermato da due loschi figuri, il Gatto e la Volpe, subito attirati dalle monete che il burattino porta con sé. I due lestofanti gli suggeriscono di provare a seminarle nel Campo dei miracoli, un luogo dove germoglieranno in un albero pieno zeppo di soldi. Pinocchio si lascia accompagnare dai due al Campo dei miracoli, situato nel Paese dei Barbagianni. I tre si fermano a mangiare a un'osteria a spese di Pinocchio e, dopo essersi messi d'accordo per riprendere il cammino a mezzanotte, il Gatto e la Volpe si separano dal burattino con una scusa. Pinocchio riprende il cammino da solo e, ignorando gli avvertimenti del Grillo Parlante, si avventura nel bosco, dove viene attaccato dagli "assassini" (il Gatto e la Volpe travestiti). Pinocchio nasconde le rimanenti quattro monete in bocca e inizia a scappare, ma viene acciuffato e impiccato a un albero.
Il burattino viene tratto in salvo da una giovane fata dai capelli turchini, che lo fa medicare da dei dottori ospitandolo a casa sua. Una volta guarito, Pinocchio viene interrogato sul perché si trovasse nella foresta e non a casa o a scuola. Preso dall'imbarazzo, il burattino mente e, come per magia, il suo naso si allunga, finché la Fata è costretta a richiamare uno stormo di picchi per accorciarglielo. La Fata annuncia a Pinocchio che deve raggiungere Geppetto, preoccupato per la sua assenza. Mentre torna a casa, Pinocchio incontra nuovamente il Gatto e la Volpe, che convincono Pinocchio ad andare al Campo dei miracoli. Pinocchio si lascia convincere, pianta le monete e va a prendere dell'acqua per annaffiarle. Durante la sua assenza, il Gatto e la Volpe rubano le monete e scappano. Scoperto il furto, Pinocchio corre al tribunale per denunciare il fatto, ma nel Paese dei Barbagianni la giustizia non favorisce gli innocenti, per cui il Giudice-gorilla lo condanna all'ergastolo. Per fortuna il burattino riesce a farsi scagionare dicendo di aver commesso un reato, e viene quindi scarcerato.
Pinocchio torna a casa e scopre che Geppetto, preoccupato della sua scomparsa, lo aveva seguito fino al porto. Il burattino raggiunge il porto e si butta in mare per ritrovarlo, ma naufraga sull'Isola delle Api Industriose, dove viene salvato da una donna che è la Fata Turchina divenuta adulta. Scoperto che Pinocchio vuol diventare adulto come lei, gli fa promettere che se si comporterà bene lo trasformerà in un bambino vero. Pinocchio si inserisce bene nella sua scuola e fa amicizia con Lucignolo, un ragazzo monello e disobbediente. Un giorno, però, Pinocchio e Lucignolo scappano da scuola dopo aver distratto il maestro con uno scherzo e vanno a fare furti in paese. Quella sera, Pinocchio bussa alla porta di casa, ma la Lumaca per punizione lo lascia fuori. La Fata, il giorno dopo, perdona Pinocchio e il burattino non si fa più abbindolare da nessuno e ritorna a studiare. La Fata, felice, gli dice che il giorno dopo diventerà un bambino vero e che faranno una festa con tutti i suoi compagni di scuola. Pinocchio va a fare l'invito a Lucignolo, che lo invita a scappare con lui nel Paese dei Balocchi, luogo dove i bambini possono fare tutto ciò che vogliono. Pinocchio, inizialmente combattuto, decide di seguirlo. Dopo una intera giornata di divertimento, tutti i ragazzi si trasformano in asini. Il proprietario del Paese vende il ciuchino Pinocchio al direttore di un circo, che lo costringe a esibirsi in spettacoli di acrobazia finché un giorno, notando di sfuggita la Fata, il poverino inciampa e si azzoppa.
Il direttore del circo decide di affogare in mare il ciuco, ormai inutile, e poi scuoiarlo per usare la sua pelle per un tamburo. Mentre è in acqua, però, la Fata chiama a raccolta dei pesci che divorano la pelle d'asino di Pinocchio, riportandolo alla sua forma originaria. Dopo essersi liberato del direttore, il burattino si mette a nuotare alla ricerca del padre. Lungo la rotta viene però ingoiato da un gigantesco mostro marino, il Terribile Pesce-cane, e all'interno del mostro Pinocchio ritrova suo padre. I due fuggono dalla bocca del pesce insieme a un tonno, che li accompagna poi a riva. Alla ricerca di un luogo per riposare, Pinocchio e Geppetto trovano una casetta di campagna abbandonata. Il mattino seguente il burattino si fa assumere presso il contadino Giangio per guadagnare del latte per il padre e qualche soldo. Pinocchio incontra pure il Gatto e la Volpe ormai ridotti male, non perdendo l'occasione di sbeffeggiarli.
Pinocchio continua a lavorare e studiare sodo per aiutare il padre, e più tardi la Fata gli fa visita presso la fattoria e si congratula con lui per il suo comportamento, mantenendo fede alla sua promessa. Pinocchio ritornerà a casa da suo padre per mostrargli di essere diventato un bambino vero.

## Produzione

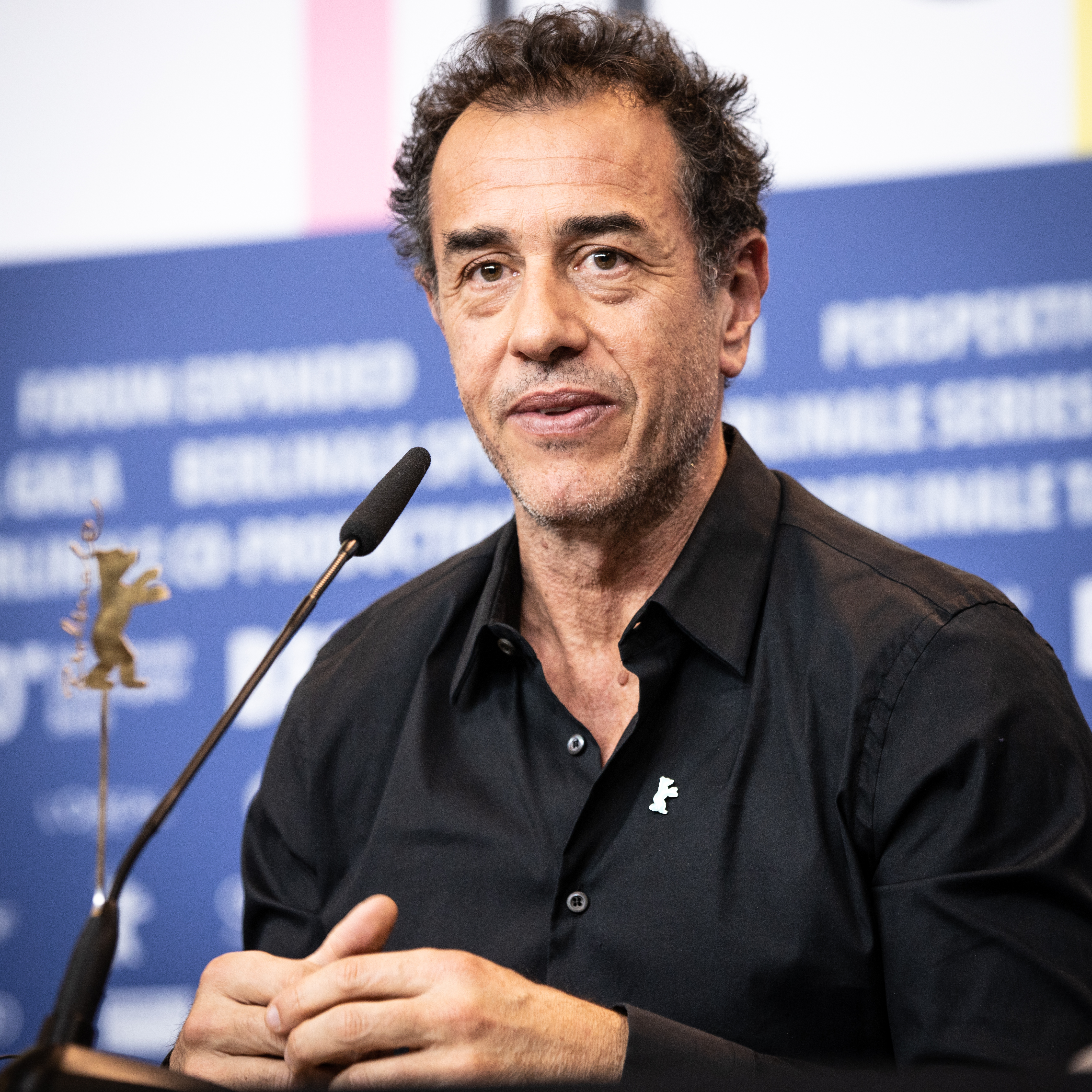
Il regista Matteo Garrone alla première del film a Berlino

### Genesi
Pinocchio è stato un progetto di passione per Garrone, il primo storyboard della storia lo aveva disegnato all'età di sei anni. A differenza dei precedenti film di Garrone, diretti agli adulti, Pinocchio si rivolge sia agli adulti sia ai bambini.

### Cast
Il 24 ottobre 2016 è stato annunciato che Toni Servillo era stato scelto per essere il padre di Pinocchio, Geppetto. Due anni dopo, nell'ottobre 2018, fu annunciato che Geppetto sarebbe stato interpretato, invece, da Roberto Benigni (che aveva ricoperto il ruolo di Pinocchio in un precedente adattamento diretto da lui stesso). Benigni dichiarò: «Un grande personaggio, una grande storia, un grande regista: interpretare Geppetto diretto da Matteo Garrone è una delle più grandi forme di felicità». 
Il film è una co-produzione italo-franco-inglese dal budget di 11 milioni di euro.

### Riprese
Le riprese sono iniziate il 18 marzo 2019 per 11 settimane in Toscana, presso la Tenuta La Fratta, nel Lazio e in Puglia, presso il Ponte Acquedotto di Gravina in Puglia.

### Trucco
La maggior parte dei personaggi, incluso lo stesso Pinocchio, sono stati creati attraverso il trucco prostetico piuttosto che attraverso la CGI.
Nick Dudman ha inizialmente lavorato al trucco e alle creature del film, ma poi ha abbandonato. In seguito è stato annunciato che Mark Coulier avrebbe lavorato al trucco di tutti i personaggi. Per il trucco di Pinocchio, l'attore Federico Ielapi ha dovuto sottoporsi a sessioni quotidiane di quattro ore prima di iniziare le riprese.

## Promozione
Il 29 marzo 2019 è stata distribuita la prima immagine del film con Benigni, mentre il 3 luglio è stato distribuito online il teaser trailer. Il secondo trailer viene pubblicato il 22 novembre 2019.
Il film è stato mandato in onda in prima visione TV nella giornata di mercoledì 22 dicembre 2021 alle ore 21:25 su Rai 1 riuscendo a totalizzare un ascolto di più di 3.147.000 spettatori, con uno share pari al 16,4%.

## Distribuzione
Il film è stato distribuito nelle sale cinematografiche italiane il 19 dicembre 2019.
Dal 18 marzo 2020 il film è distribuito in Francia.
Il film è poi stato distribuito nel Regno Unito e in Irlanda il 14 agosto 2020.
Infine, il film è uscito negli Stati Uniti e in Canada in circa 2 000 schermi il 25 dicembre 2020.

### Edizione inglese
Il regista Garrone ha speso oltre 150.000 euro di tasca propria per far doppiare il film in inglese, prima ancora di trovare una casa di distribuzione per il suo progetto.
Il doppiaggio in inglese è stato diretto da Francesco Vairano utilizzando esclusivamente voci italiane, e lo stesso Vairano è l'autore dei dialoghi inglesi. Di seguito sono elencati i principali doppiatori:
- Federico Ielapi: Pinocchio
- Antonio Palumbo: Geppetto
- Paolo Marchese: Mangiafuoco
- Vladimiro Conti: Gatto; Marionetta Diavolo
- Luigi Scribani: Volpe
- Domitilla D'Amico: Fata Turchina (adulta)
- Alida Baldari Calabria: Fata Turchina (bambina)
- Cristina Noci: Lumaca
- Luca Dal Fabbro: Grillo Parlante; Marionetta Pantalone; Coniglio n. 1
- Vittorio Thermes: Lucignolo
- Gerolamo Alchieri: Mastro Ciliegia
- Maurizio Lombardi: Tonno; Corvo
- Luigi Ferraro: Civetta
- Giancarlo Magalli: Omino di burro
- Marco Mete: Giudice Gorilla
- Francesco Sechi: Direttore del circo
- Carlo Reali: Cecconi (venditore); Oste del Gambero Rosso
- Francesco Vairano: Moreno (l'oste nella scena con Geppetto)
- Fabrizio Apolloni: Maestro
- Edoardo Stoppacciaro: Arlecchino
- Fabrizio De Flaviis: Banditore di Mangiafuoco
- Roberto Stocchi: Custode della scuola
- Bruno Conti: Giangio
- Roberta Gasparetti: Marionetta Colombina; Barbara (vicina di casa di Geppetto)
- Oliviero Dinelli: Remigio (vicino di casa di Geppetto)
- Ilaria Giorgino: Madre di Lucignolo

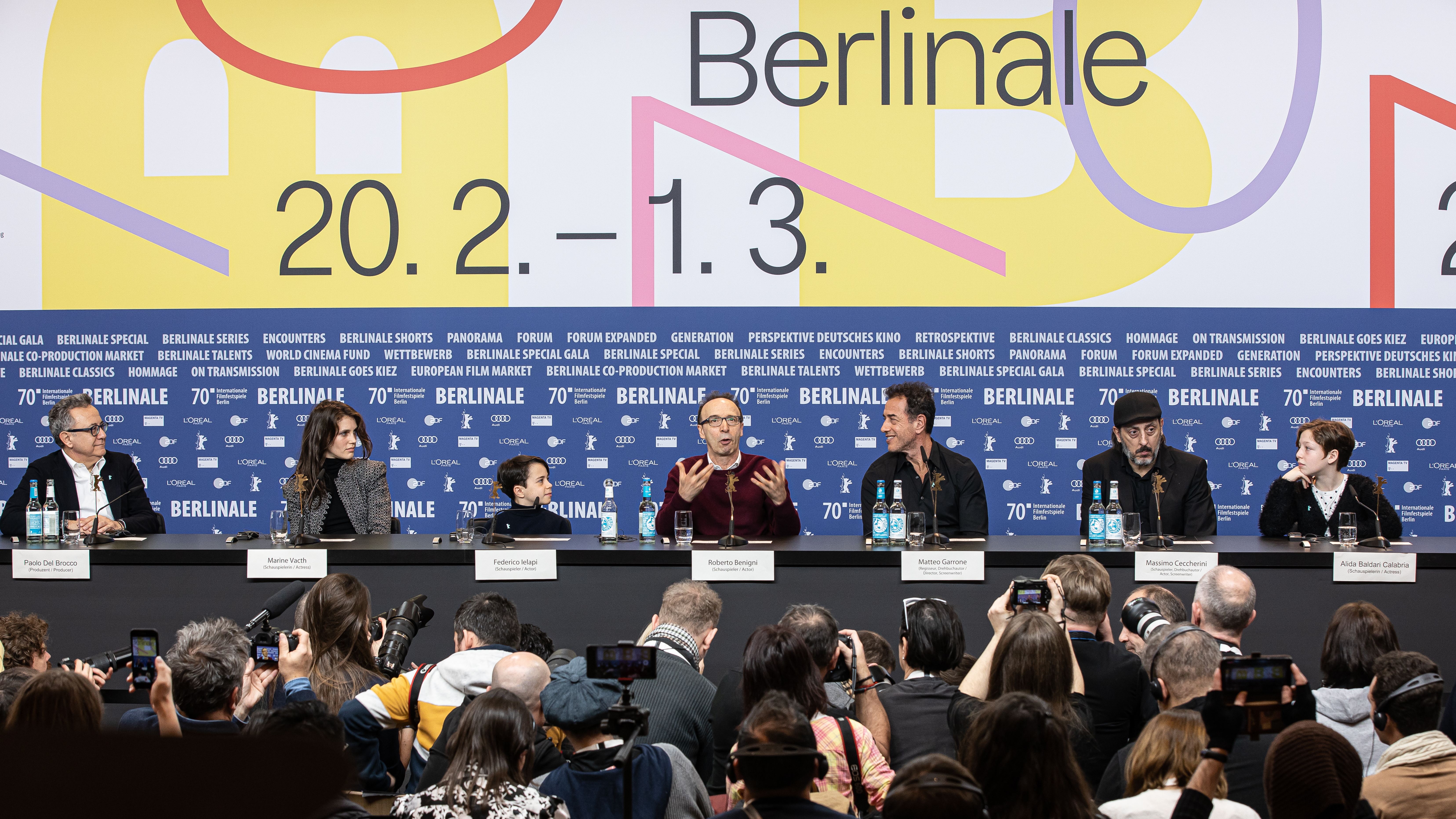
Il cast al completo durante la conferenza stampa del film al Festival di Berlino del 2019

## Colonna sonora
La colonna sonora è stata scritta da Dario Marianelli, già Premio Oscar nel 2008 per le musiche di Espiazione, alla sua seconda esperienza per un film diretto da un regista italiano dopo Nome di donna, di Marco Tullio Giordana. Il compositore ha scelto anche per questa colonna sonora la Roma Tre Orchestra, mentre tra i solisti figura la fisarmonica di Pietro Roffi. La canzone dei titoli di coda é Passo , Passo. 

## Accoglienza

### Incassi
Alla sua uscita, il film ottiene 275 000 euro debuttando in 2ª posizione al botteghino, mentre nel primo fine settimana ne incassa 2,6 milioni.
Il film sale al 1º posto durante le feste di Natale, divenendo il film più visto del giorno di Santo Stefano. Al 30 dicembre il film arriva a 10 milioni di euro.
Al 30 agosto 2020, ha incassato un totale di 15 003 443 euro solo in Italia; mentre negli Stati Uniti soltanto la prima settimana il film incassa circa 1,3 milioni di dollari.
In totale ha incassato oltre 30,4 milioni di euro in tutto il mondo.

### Critica
Il film ha ricevuto recensioni molto positive dalla critica. Per esempio, sul sito web Rotten Tomatoes il film riceve l'84% delle recensioni professionali positive, con un voto medio di 6.9/10, basato su 63 recensioni. Metacritic offre al film un punteggio medio di 65 su 100, indicando "recensioni generalmente favorevoli”. MYmovies.it assegna al film 3 stelle e mezza su 5.
Anche il critico cinematografico Gianni Canova ha elogiato il film, scrivendo «La maggior parte dei film, oggi, imita mondi che esistono prima e a prescindere dal film, Garrone invece crea un mondo che prima non esisteva. Che esiste solo nel film e grazie al film. Che è il film».
La rivista Panorama lo ha definito «una trasposizione fatta col cuore […] che manca però di verve e grandi emozioni», lodando gli effetti visivi ma criticando il tono freddo e distaccato. Tiepido anche il giudizio di Paolo Mereghetti, che ha assegnato al film un voto pari a 5 definendolo una versione «rispettosa ma senza palpiti»; Carlo Calenda, nipote di Luigi Comencini che fu il regista del celebre sceneggiato TV dallo stesso soggetto, ha invece affermato di avere apprezzato il film, considerandolo ben fedele allo stile del romanzo, sebbene non possa superare in personalità il capolavoro di suo nonno.
Per The Hollywood Reporter, Deborah Young a proposito del film ha scritto: «Il nuovo Pinocchio di Matteo Garrone porta un'emozione genuina a uno degli adattamenti cinematografici più ambiziosi fino ad oggi del classico per bambini di Carlo Collodi del 1883». Invece Eric Kohn, del sito IndieWire, ha dato alla pellicola una valutazione B e ha scritto: “Questo Pinocchio impregna le sue circostanze con un sorprendente grado di naturalismo, grazie all'attenta gestione da parte del regista di effetti pratici che si adattano al tono insolito".
Peter Bradshaw del Guardian gli ha dato 4/5 stelle, dicendo: «Pinocchio è una storia completamente bizzarra; Garrone ne fa uno spettacolo stranamente soddisfacente». Josefine Algieri, per One Room with a View, ha dichiarato che il progetto «è ancora un film divertente, che vanta una colonna sonora appropriatamente stravagante e una bella scenografia, e riesce a creare una fiaba anche tra il realismo dell'Italia rurale povera». Tra i critici letterari Marco Belpoliti l'ha accolto benevolmente, sul giornale Doppiozero, mentre Stefano Jossa lo ha stroncato completamente su Le parole e le cose, definendolo «iperrealistico, macchinoso, nostalgico, statico e orrorifico».

## Riconoscimenti
- 2021 - Premio Oscar[45]
  - Candidatura per i migliori costumi a Massimo Cantini Parrini
  - Candidatura per il miglior trucco a Mark Coulier, Dalia Colli e Francesco Pegoretti
- 2021 - Filming Italy Los Angeles
  - Miglior film italiano
- 2020 - David di Donatello[1]
  - Miglior scenografo a Dimitri Capuani[46]
  - Miglior truccatore a Dalia Colli e Mark Coulier (trucco prostetico)[46]
  - Miglior costumista a Massimo Cantini Parrini[46]
  - Miglior acconciatore a Francesco Pegoretti[46]
  - Migliori effetti speciali visivi a Theo Demeris, Rodolfo Migliari[46]
  - Candidatura per il miglior film[46]
  - Candidatura per il miglior regista a Matteo Garrone[46]
  - Candidatura per la migliore sceneggiatura non originale a Matteo Garrone e Massimo Ceccherini[46]
  - Candidatura per il miglior produttore a Archimede, Le Pacte, Rai Cinema[46]
  - Candidatura per la migliore attrice non protagonista a Alida Baldari Calabria[46]
  - Candidatura per il miglior attore non protagonista a Roberto Benigni[46]
  - Candidatura per il migliore autore della fotografia a Nicolaj Brüel[46]
  - Candidatura per il miglior musicista a Dario Marianelli[46]
  - Candidatura per il miglior montatore a Marco Spoletini[46]
  - Candidatura per il miglior suono a Maricetta Lombardo (presa diretta), Luca Novelli (microfonista), Daniela Bassani (montaggio), Stefano Grosso (creazione suoni), Gianni Pallotto (mix)[46]
- 2020 - Nastro d'argento
  - Miglior regista a Matteo Garrone
  - Miglior attore non protagonista a Roberto Benigni
  - Miglior scenografia a Dimitri Capuani
  - Migliori costumi a Massimo Cantini Parrini (insieme a Favolacce)
  - Miglior montaggio a Marco Spoletini (insieme a Villetta con ospiti)
  - Miglior sonoro in presa diretta a Maricetta Lombardo
  - Menzione speciale a Federico Ielapi all'interno del Premio Guglielmo Biraghi
  - Candidatura per il miglior film
  - Candidatura per il miglior produttore a Matteo Garrone e Paolo del Brocco
  - Candidatura per la miglior colonna sonora a Dario Marianelli
- 2020 - Ciak d'oro[47]
  - Migliore attore non protagonista a Roberto Benigni
  - Migliore sonoro a Maricetta Lombardo
  - Migliore scenografia a Dimitri Capuani
  - Migliori costumi a Massimo Cantini Parrini
  - Candidatura per il miglior film[48]
  - Candidatura per il miglior regista a Matteo Garrone[49]